# Língua de sinais do Sri Lanka
A Língua de Sinais do Sri Lanka (em Portugal: Língua Gestual do Sri Lanka) é a língua de sinais (pt: língua gestual) usada pela comunidade surda do Sri Lanka.